# مارك فينتر
مارك فينتر (بالإنجليزية: Mark Winter)‏ هو رسام كارتون نيوزيلندي، ولد في 1958 في دنيدن في نيوزيلندا.